# 魯比 (內布拉斯加州)
魯比（英語：Ruby）是位於美國內布拉斯加州蘇厄德縣的非建制地區。

## 歷史
魯比的郵局於1883年設立，其後於1905年停運。

## 地理
魯比所處的海拔為高於海平面433米（即1421英呎），而該地所採用的時區為UTC-6，即北美中部时区（CST）。同時該地設有夏令時間，為UTC-6調快一小時，即UTC-5（CDT）。